# Colin Marshall
Colin Marshall (født 25. oktober 1984) er en skotsk fodboldspiller.